# Le Chaudron (Aisne)
Pour les articles homonymes, voir Chaudron.
Le Chaudron est un hameau de la commune d'Origny-en-Thiérache, située dans le département de l'Aisne en région Hauts-de-France.

## Géographie

### Localisation
Le Chaudron, localité d'Origny-en-Thiérache, est situé dans le département de l'Aisne en région Hauts-de-France.
À vol d'oiseau, elle se situe à 3,18 km de Origny-en-Thiérache, chef-lieu de la commune. Elle est distante de 43,53 km de Laon, préfecture du département et de 7,71 km de Vervins, sous-préfecture de l'arrondissement.

### Géologie et relief
La localité se situe à une altitude variant entre 180  et   222 mètres d'altitude. La localité est située en Thiérache sur un plateau vallonné.
Le sous-sol géologique de la localité date du Crétacé supérieur, avec la présence de limons de plateaux datant de la fin du Mésozoïque et début du Cénozoïque.
Le risque sismique est considéré comme faible soit en zone 2 selon la carte du zonage définie par le gouvernement

### Voies de communication et transports

#### Voies de communication
Le Chaudron se trouve sur la route départementale 963 (RD963), reliant Vervins à Jeumont en passant par Hirson, Trélon et Solre-le-Château. Cette route départementale rejoint la route nationale 2 (RN 2) à Fontaine-lès-Vervins, qui permet d'aller de Paris à la frontière franco-belge. La RD 963 croise la route départementale 1043 à Hirson. Cette route relie Charleville-Mézières et Cambrai.

#### Transports
La gare ferroviaire la plus proche varie en fonction du lieu de l'habitation dans la localité. Une gare se trouve au chef-lieu et une autre gare se situe sur la commune voisine de La Bouteille. Les deux gares sont desservies par la ligne 19 (Laon ↔ Marle-sur-Serre ↔ Vervins ↔ Hirson) du TER Hauts-de-France.

## Toponymie
Le nom de la localité est attesté dès 1615 sous la forme Buisson-Chauldron dans une minute d'un notaire et Buisson-Chaudron dans un livre sur l'abbaye de Foigny.
Le projet d'érection en commune indépendante du Chaudron en 1914 prévoyait d'abandonner le nom du Chaudron au profit de Vannerie-la-Jolie comme nom de la commune à ériger, en raison de la production de vannerie sur la commune d'Origny-en-Thiérache.

## Histoire

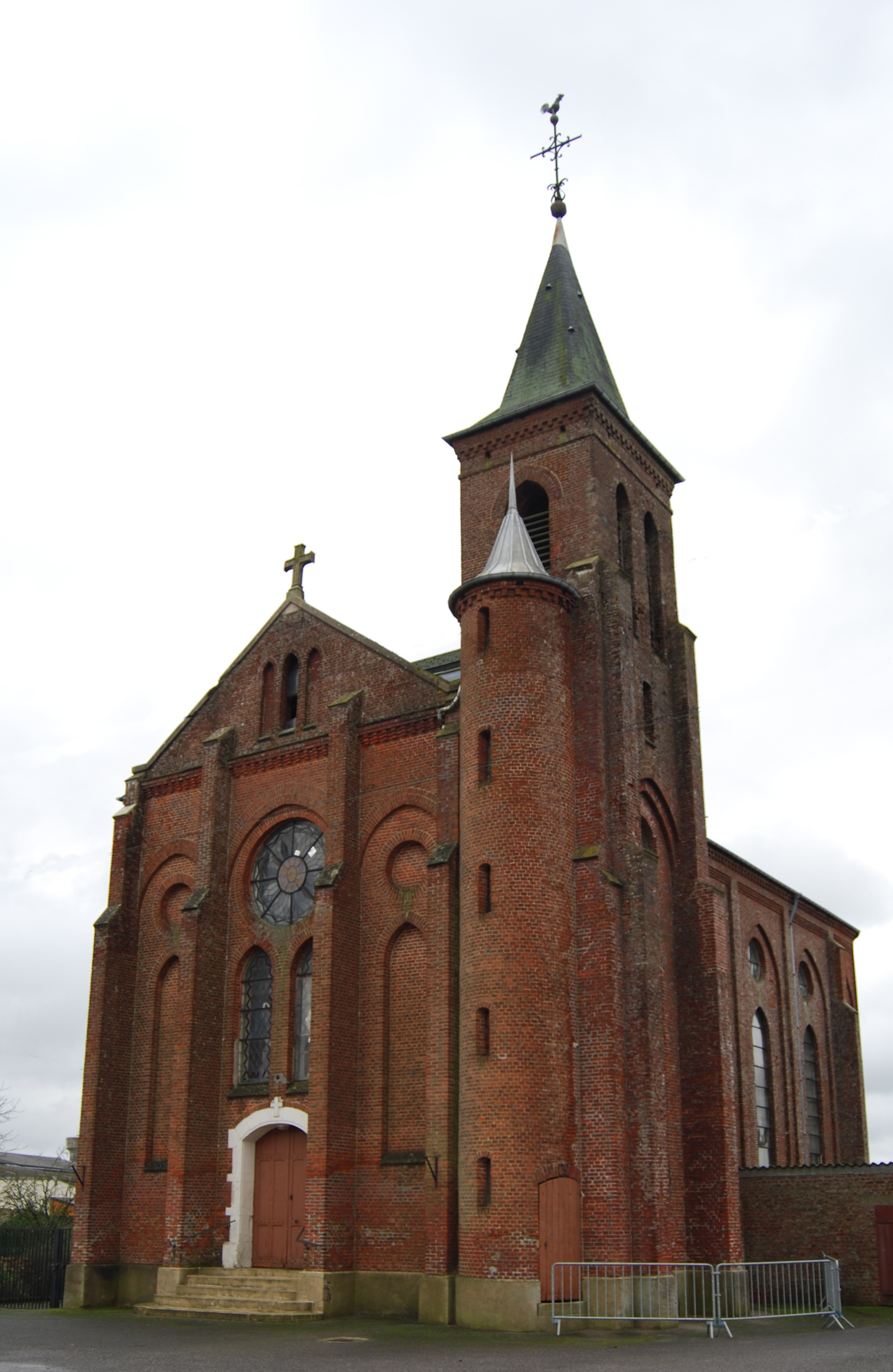
Église de Notre-Dame du Mont-Carmel

En 1591, Henri IV mène une armée en Thiérache pendant l'automne. Celui-ci séjourne du 26 au 29 octobre 1591 au château du Chaudron, propriété du seigneur de Belle-Perche. En 1635, les troupes espagnoles, venant des Pays-Bas espagnols, réquisitionnent, pillent et incendient la localité. Une nouvelle armée de 4 000 soldats espagnols, dirigés par le colonel Rozé, pille et détruit les maisons du village et des alentours.
Avant la Révolution française, Le Chaudron dépend de la paroisse d'Origny-en-Thiérache. La localité n'obtient pas une autonomie communale en 1789 et elle fait partie de la commune d'Origny-en-Thiérache, qui s'est substituée à la paroisse.
En 1831, une école primaire est établie dans la localité. Dans les années 1840, les habitants du Chaudron souhaitent obtenir une autonomie municipale, symbolisée par un conflit entre la section de sapeur-pompiers de la localité et celle du chef-lieu de commune, où le préfet décide, finalement, en 1843 de maintenir la section des sapeurs-pompiers du Chaudron comme partie intégrante de celle d'Origny-en-Thiérache.
Cette volonté d'autonomie ne disparaît pas et refait surface au début des années 1910. Le conseil général de l'Aisne donne un avis favorable à l'érection en commune indépendante. Cette demande arrive devant la Chambre des députés comme projet de loi en mars 1914 où elle est adoptée le 31 mars 1914. Elle passe ensuite au Sénat où elle est envoyée en commission, mais cette proposition ne sera jamais débattue et adoptée. Le Chaudron reste donc un hameau d'Origny-en-Thiérache.

## Politique et administration
N'ayant jamais acquis le statut de commune, Le Chaudron dépend de la commune d'Origny-en-Thiérache, mais la localité dispose d'un bureau de vote.

## Population, culture, société et patrimoine
- L'église de Notre-Dame du Mont-Carmel du Chaudron, bâtie en 1872.